# Menhir de Kergastel
Le menhir de Kergastel est un menhir situé à Penvénan dans le département français des Côtes-d'Armor.

## Description
Le menhir est inclus dans le talus d'un bord de route. Il est en granite de Perros et mesure 2,05 m de hauteur pour une largeur maximale de 1 m à la base. La face est comporte un épaulement qui lui donne un profil vaguement anthropomorphe.